# Connor Scutt
Connor Scutt (* 15. April 1996 in Carshalton) ist ein englischer Dartspieler.

## Karriere
Scutt erspielte sich erstmals 2022 die Tour Card. Dadurch qualifizierte er sich auch erstmals für die UK Open, wo er nach einem 6:3-Sieg über Jules van Dongen in der dritten Runde gegen William O’Connor ausschied.
Durch eine Ausnahmeregelung seitens der PDC durfte Scutt im April an der WDF World Darts Championship 2022 teilnehmen, für die er sich im Vorfeld qualifiziert hatte. In der ersten Runde traf er dabei auf den Kanadier Shawn Burt und verlor mit 0:2. Sein Debüt auf der European Darts Tour einen Monat später bei den European Darts Open 2022 endete ebenfalls in der ersten Runde nach einem 0:6 gegen Josh Rock. Sein bestes Ergebnis auf der Pro Tour erzielte Scutt beim Players Championship Nummer 30, als er erst im Viertelfinale von Martin Schindler gestoppt werden konnte. Für eine weitere Major-Qualifikation reichte es allerdings nicht mehr.
Bei seiner zweiten UK Open-Teilnahme im März 2023 besiegte er mit 6:3 Jimmy Hendriks, bevor er Steve Beaton mit 4:6 unterlag. Auf der Pro Tour zog Scutt daraufhin mehrfach ins Achtelfinale und beim Players Championship 27 sogar ins Finale ein, dass er gegen Radek Szagański verlor, ein und qualifizierte sich auf diesem Wege für die Players Championship Finals 2023, bei denen er mit 3:6 gegen Gabriel Clemens verlor. Auch für die PDC World Darts Championship 2024 konnte sich Scutt über die PDC Pro Tour Order of Merit qualifizieren. In der ersten Runde besiegte er dabei Krzysztof Kciuk mit 3:0, schied danach in Runde 2 aber gegen den Fünften der Weltrangliste, Gerwyn Price, mit 0:3 aus. Er beendete somit das Kalenderjahr 2023 auf Rang 69 der PDC Order of Merit, sodass Scutt seine Tour Card wieder abgeben musste.
Bei der Q-School 2024 ging Scutt wieder in der Final Stage an den Start. Er erspielte sich zwar vier Punkte für die Rangliste, seine Tour Card erneuern konnte er aber nicht.
Anfang Juni spielte Scutt die Swiss Open bei der WDF und zog bis ins Halbfinale ein, welches er gegen Turniersieger Jimmy van Schie verlor. Ende September gewann Scutt das British Classic. Mit 5:2 setzte er sich im Finale gegen Josh Clough durch. Mitte Oktober spielte Scutt beim World Masters 2024 mit und überstand nach zwei Siegen und zwei Niederlagen nur knapp die Gruppenphase. Ab der K.-o.-Runde zeigte er sich allerdings als gefährlicher Gegner und besiegte nacheinander Jose Angel Molera, Sybren Gijbels und James Vanbesien. Im Achtelfinale besiegte er Chas Barstow mit 5:2 und einem 3-Dart-Average von 106,71. Noch einmal steigern konnte Scutt dies im Viertelfinale: Bei seinem 5:1-Erfolg über den ebenfalls stark spielenden US-Amerikaner Jason Brandon erreichte er einen Average von 110,44. Dies sollte der höchste Average des gesamten Turniers werden. Sein Halbfinale gegen Kai Gotthardt verlor Scutt daraufhin aber nach einer 4:1 bzw. 5:2-Führung noch mit 5:6.

## Titel

### PDC
- Secondary Tour Events
  - PDC Challenge Tour
    - PDC Challenge Tour 2024: 13, 17

### WDF
- Gold-Turniere:
  - Denmark Open: (1) 2024
- Silber-Turniere:
  - British Classic: (1) 2024

## Weltmeisterschaftsresultate

### WDF
- 2022: 1. Runde (0:2-Niederlage gegen  Shawn Burt)

### PDC
- 2024: 2. Runde (0:3-Niederlage gegen  Gerwyn Price)
- 2025: 2. Runde (1:3-Niederlage gegen  Damon Heta)

## Turnierergebnisse
| Turnier                     | 2022              | 2023              | 2024              | 2025 |
| --------------------------- | ----------------- | ----------------- | ----------------- | ---- |
| WDF-Platin-/Major-Turniere  |                   |                   |                   |      |
| Weltmeisterschaft           | 1R                | n/t               | n/t               | n/t  |
| World Masters               | n/t               | n/a               | HF                | n/a  |
| PDC-Ranking-Turniere        |                   |                   |                   |      |
| Weltmeisterschaft           | n/q               | n/q               | 2R                | 2R   |
| World Masters               | nicht ausgetragen | nicht ausgetragen | nicht ausgetragen | VR   |
| UK Open                     | 3R                | 3R                | 1R                | 5R   |
| Grand Slam of Darts         | n/q               | n/q               | GP                |      |
| Players Championship Finals | n/q               | 1R                | VF                |      |
| Karrierestatistiken         |                   |                   |                   |      |
| Jahresendplatzierung        | 101               | 71                | 70                |      |

| Legende zu den Turnierergebnissen | Legende zu den Turnierergebnissen | Legende zu den Turnierergebnissen | Legende zu den Turnierergebnissen | Legende zu den Turnierergebnissen | Legende zu den Turnierergebnissen | Legende zu den Turnierergebnissen | Legende zu den Turnierergebnissen | Legende zu den Turnierergebnissen | Legende zu den Turnierergebnissen |
| --------------------------------- | --------------------------------- | --------------------------------- | --------------------------------- | --------------------------------- | --------------------------------- | --------------------------------- | --------------------------------- | --------------------------------- | --------------------------------- |
| n/t                               | nicht teilgenommen                | n/q                               | nicht qualifiziert                | n/a                               | nicht ausgetragen                 | #R                                | Aus in jeweiliger Runde           | GP                                | Aus in der Gruppenphase           |
| AF                                | Achtelfinalist                    | VF                                | Viertelfinalist                   | HF                                | Halbfinalist                      | F                                 | Turnierfinalist                   | S                                 | Turniersieger                     |